# Allan Cunningham (költő)
Allan Cunningham (Blackwood, Dumfriesshire, 1784. december 7. – London, 1842. október 29.) skót költő.

## Élete
Foglalkozására nézve kőműves volt, amikor azonban első irodalmi kísérletei tetszésre találtak, otthagyta foglalkozását és egészen irodalmi tevékenységre adta magát. Nagy érdemeket szerzett Robert Burns műveinek kiadása körül (London, 1831; 2. kiad. 1835, 8. kötet, végül 1864-ben egy kötetben).

## Munkái
- Sir Marmaduke Maxwell (drámai költemény, London, 1822)
- The mermaid of Galloway, The legend of Richard Faulder, and twenty Scotish songs (1822)
- Traditional tales of the English and Scottish peasantry (London, 1822, 2 kötet, új kiad. 1874)
- Songs of Scotland (London, 1826, 4 kötet)
- Paul Jones (London, 1826, 3 kötet)
- Sir Michael Scott (London 1828, 3 kötet)
- The Anniversary, zsebkönyv 1829-re
- History of the British painters, sculptors and architects (1829, 6 kötet, új kiad. 1880)
- Stuart Mária és Erzsébet királynők, valamint Wilkie Dávid festő életiratai (1842, 3 kötet)
- Biographical and critical history of the English literature from the time of Johnson to the death of Walter Scott (1833)
- Maid of Elvar (London, 1832)
- Poems and songs (1847), melyeket fia, Peter Cunningham adott ki.